# Mansa tibialis
Mansa tibialis là một loài tò vò trong họ Ichneumonidae.